# NGC 27

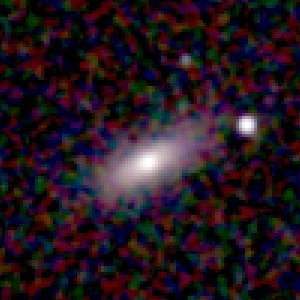
NGC 27 2MASS (proche-infrarouge)

NGC 27 est une galaxie spirale située dans la constellation d'Andromède. NGC 27 a été découverte par l'astronome américain Lewis Swift en 1884.

## Caractéristiques
Sa vitesse par rapport au fond diffus cosmologique est de 7 515 ± 24 km/s, ce qui correspond à une distance de Hubble de 110,9 ± 7,8 Mpc (∼362 millions d'al).
NGC 27 présente une large raie HI.
À ce jour, 14 mesures non basées sur le décalage vers le rouge (redshift) donnent une distance de 94,000 ± 5,744 Mpc (∼307 millions d'al), ce qui est tout juste à l'extérieur des valeurs de la distance de Hubble. Notons cependant que c'est avec la valeur moyenne des mesures indépendantes, lorsqu'elles existent, que la base de données NASA/IPAC calcule le diamètre d'une galaxie et qu'en conséquence le diamètre de NGC 27 pourrait être d'environ 48,4 kpc (∼158 000 al) si on utilisait la distance de Hubble pour le calculer.